# Landbouw- en Juttersmuseum Swartwoude
Het Landbouw- en Juttersmuseum Swartwoude, ook wel Museum Swartwoude genoemd, is een cultuurhistorisch museum gewijd aan het bestaan van de Amelandse boerenbevolking rond het eind van de 19e eeuw en begin 20e eeuw. Het museum, dat in april 1992 werd geopend, is gevestigd in twee voormalige boerderijen in het centrum van Buren, op het Friese waddeneiland Ameland.
Het museum is vernoemd naar het verdwenen dorpje Swartwoude dat zich in het zuidoosten van Ameland bevond en rond 1800 ondergestoven raakte door stuifzand.
Evenals twee andere Amelandse musea, Museum Sorgdrager en het bunkermuseum,  wordt Museum Swartwoude geëxploiteerd door Stichting 'De Ouwe Pôlle Ameland', die deel uitmaakt van het samenwerkingsverband Stichting Amelander Musea (STAM).

## Collecties
Landbouw
De landbouwcollectie is ondergebracht in een oorspronkelijke boerderij uit 1899 en omvat zowel ruraal erfgoed, landbouwwerktuigen als huishoudelijke voorwerpen uit de 19e en begin 20e eeuw. De stallen en woonvertrekken van de boerderij hebben een traditionele inrichting en geven een tijdsbeeld van de streekcultuur.
Jutters
De collectie over het strandjutten omvat naast een grote verzameling uiteenlopende strandvondsten, waaronder flessenpost,  ook een nagebouwd scheepswrak en een jutterskeet.

## Wisseltentoonstellingen
Hedendaagse kunst
Het museum heeft ook een expositieruimte voor hedendaagse kunst gerelateerd aan de Wadden. Daar werd onder meer werk geëxposeerd van Abe Gerlsma (2014), Anna Klein (2016) en Jacqueline Borg (2017).
Kunstmaand Ameland
Het museum maakt ook deel uit van de "Kunstmaand Ameland", waarbij in de maand november de werken van verschillende  hedendaagse kunstenaars worden geëxposeerd in een groot aantal locaties op het eiland.